# Kaniža (Ivanec)
Kaniža je naseljeno mjesto u Republici Hrvatskoj u Varaždinskoj županiji. 

## Zemljopis
Administrativno je u sastavu grada Ivanca. Naselje se proteže na površini od 2,97 km². 

## Stanovništvo
Prema popisu stanovništva iz 2001. godine u Kaniži živi 295 stanovnika i to u 87 kućanstava. Gustoća naseljenosti iznosi 99,33 st./km². U zadnjih pedesetak godina broj stanovnika se nije puno mijenjao, a najviše stanovnika ima 1991.  
| broj stanovnika | 142   | 86    | 96    | 131   | 168   | 190   | 212   | 264   | 290   | 276   | 285   | 257   | 309   | 319   | 295   | 287   | 234   |
|                 | 1857. | 1869. | 1880. | 1890. | 1900. | 1910. | 1921. | 1931. | 1948. | 1953. | 1961. | 1971. | 1981. | 1991. | 2001. | 2011. | 2021. |

## Oblik
Kaniža je naselje raštrkanog oblika koje je smješteno na izduženom prostoru. Kuće nisu pravilno razmještene već su ponegdje zbijene, a ponegdje su udaljene i do 20 metara. Naselje se ne sastoji od nekoliko manjih zaselaka nego je jedna cjelina.

## Gospodarstvo
Kaniža je stalno naselje s raštrkanim posjedom. Polja su vrlo mala jer se provodi pulverzacija (usitnjavanje). S obzirom na stupanj razvijenosti Kaniža je tranzicijski tip. Samo jedno kućanstvo bavi se i živi od poljoprivrede, a većina kućanstava posjeduje oranicu, voćnjak i/ili vinograd koje obrađuju, ali samo u slobodno vrijeme. U naselju je oko 10 privatnih poduzeća koja se bave različitim djelatnostima poput prodaje automobila, tekstila, montiranjem prozora, soboslikarstvom itd.

## Povijesni spomenici
Na području Kaniže nalaze se dva povijesna spomenika. Prvi se nalazi na raskrižju između Kaniže i Gečkovca i podignut je u čast palim antifašistima iz II. svjetskog rata. Na ploči koja se nalazi na spomeniku istaknute su sve osobe iz područja Kaniže i Gečkovca koje su poginule u ratu. Spomenik je podignut od strane SBNOR-a (Saveza boraca narodnooslobodilačkoga rata) 27. VII.1955.
Drugi spomenik nalazi se blizu Kaniže u šumi Turjač. U narodu je spomenik poznat kao „oltar“. Spomenik je izrađen od kamena, nalazi se na uzvisini, na kojoj je, prema legendi, nekoć stajala crkva, ali su je anđeli, zbog zlih ljudi odnijeli, a od crkve je ostao samo oltar. Legenda govori da su je anđeli odnijeli u legendarni Marpurg, a gdje je to, nitko ne zna. No, znanstvena proučavanja pokazuju da je kamen vjerojatno keltskog podrijetla i da su ga tamo stavili druidi, keltski svećenici, a slični kameni blokovi u paru se nalaze i u Velikoj Britaniji i Irskoj.